# Concerto pour piano en mi bémol majeur de Beethoven

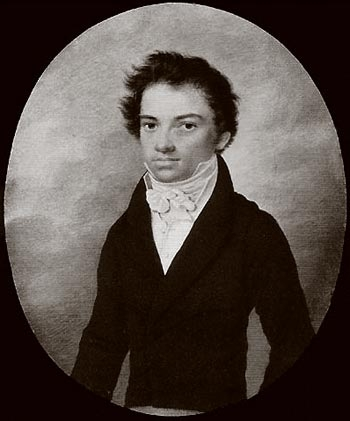
Beethoven

Le Concerto pour piano en mi bémol majeur, WoO 4 est une des premières œuvres de Beethoven et son premier concerto, d'où parfois son appellation de « Concerto pour piano no 0 ». Il fut certainement écrit avant son premier voyage à Vienne de 1787, probablement vers la fin 1784 ou début 1785 – à 13 ou 14 ans donc. L'œuvre fut peut-être composée pour le nouveau prince-électeur de Cologne Maximilien François qui, moins de trois semaines après son avènement, accordait le premier traitement de Beethoven: 150 florins par an.

## La partition
La partition originale, pour autant qu'elle ait jamais existé, est perdue. Seule subsiste une copie manuscrite de la partie de piano avec des annotations et une réduction pour piano des tutti de l'orchestre de la main même de Beethoven. La page de titre porte une note, probablement de la main du père de Beethoven: « un Concert pour le clavecin ou fortepiano composé par Louis van Beethoven age [sic] de douze ans ». Les annotations de Beethoven montrent d'une part que l'instrument soliste est bien un pianoforte : multitude de p et de f ainsi que quelques cres.; d'autre part que l'orchestre était composé de deux flûtes, deux cors et les cordes. 
Cette copie fut retrouvée parmi les documents de Beethoven après sa mort et firent partie de la vente aux enchères organisée en 1828. Jusqu'en 1890, ce manuscrit fut conservé par l'éditeur Artaria à Vienne jusqu'à sa redécouverte par le musicologue autrichien Guido Adler (1855-1941) qui le publie avec une introduction critique chez Breitkopf & Härtel en 1888. Le manuscrit est alors acquis par la Königliche Bibliothek de Berlin en 1901 et est aujourd'hui conservé à la Staatsbibliothek zu Berlin-Preussischer Kulturbesitz.
En termes de langage musical, le concerto reflète les tendances stylistiques qui étaient familières au jeune compositeur à la cour de Bonn et qu'il avait apprises de ses professeurs, c'est-à-dire le classicisme de l'Allemagne du Nord et de l'Italie. Beethoven n'avait sans doute, à cette époque, pas connaissance des premiers concertos viennois de Mozart mais bien de ceux de la famille Bach.
L'œuvre est en trois mouvements de longueur relativement égale: 
1. Allegro moderato
2. Larghetto
3. Rondo allegretto

Durée d'exécution : environ 33 minutes.

## Les reconstructions
Ce n'est qu'en 1934 que le musicologue suisse Willy Hess orchestra le troisième mouvement qui fut joué par le pianiste Walter Frey accompagné par l'Orchestre de la Radio d'Oslo. En 1943, Hess compléta les deux premiers mouvements et le concerto complet fut créé par Edwin Fischer au Festival de Potsdam le 20 juin 1943. Hess décrivit son travail comme la ré-orchestration « des interludes orchestraux à partir des indications instrumentales qui, fort heureusement, sont très précises et détaillées. Par ailleurs, un accompagnement orchestral, basé sur les motifs existants, a dû être composé de novo, et les deux premiers mouvements durent recevoir une cadence ». La reconstitution de Hess prend beaucoup de libertés (la fin des deuxième et troisième mouvements surtout) et est conforme à la manière dont on interprétait Beethoven dans les années 1930. Elle élude également certaines opportunités au regard du développement thématique implicite, particulièrement dans le premier mouvement.
Depuis la version de Hess, de nombreux musiciens ont proposé des reconstructions alternatives.

## Discographie
La partition restante est injouable telle quelle. Plusieurs musiciens ont reconstitué la partie orchestrale à partir des notes de Beethoven.

### Reconstruction deWilly Hess
- Lidia Grychtolowna, piano; Folkwang Kammerorchester Essen, Heinz Dressel (1967 - Philips 442 580)
- Felicja Blumental, piano; Vienna Symphony Orchestra, Robert Wagner (1970 - Orion ORS 7016, Brana Records ou Bescol)
- Martin Galling, piano; Berliner Symphoniker, Carl-August Bünte (1970 - Turnabout TV-S 34367, SPJ Music USA ou Brilliant Classics)
- Eva Ander, piano; Kammerorchester Berlin, Peter Gülke (1997 - DG 453 707 ou Cascade, licence Edel)
- Camelia Sima, piano; Jena Philharmonic Orchestra, David L. Montgomery (1998 - Arte Nova)
- Joshua Pierce, piano; Slovak State Philharmonic Orchestra Kosice, Bystrik Rezucha (2006 - MSR MS1200)
- Annette Töpel, piano; Harleshauser Chamber Orchestra, Matthias Enkemeier (2008 - Musicaphon)

### Reconstruction de Roberto Diem Tigani
Version Hess "améliorée" avec hautbois mais seulement une flûte.
- Maurizio Paciariello, piano, Sassari Symphony Orchestra, Roberto Diem Tigani (2002 - Inedita PI 2326)

### Reconstruction de Jon Ceander Mitchell
- Grigorios Zamparas, piano ; Bohuslav Martinu Philharmonic Orchestra, Jon Ceander Mitchell (2004 - Centaur CRC 2725)

### Reconstruction de Ronald Brautigam
Alba Music Press 2008 (www.albamusicpress.com)
- Ronald Brautigam, piano; Norrköping Symphony Orchestra, Andrew Parrott (Bis)

## Sources
- Ludwig van Beethoven, Jean et Brigitte Massin, Fayard 1967.
- Livret de l'intégrale Beethoven parue chez DG
- Interview de Ronald Brautigam
- Ecouter le concerto dans la version Hess
- Ludwig van Beethoven. Piano Concerto in E-flat major WoO 4, John Ceander Mitchell, A-R Editions Inc. 2010